# Запорожцева, Лидия Григорьевна
Лидия Григорьевна Запорожцева (25 февраля 1937, Москва, РСФСР, СССР — 28 апреля 2015, Киев, Украина) — советская и украинская актриса оперетты, заслуженная артистка Украинской ССР, лауреат премии «Киевская пектораль».

## Биография
Родилась в Москве. После окончания школы поступила на биологический факультет МГУ имени Ломоносова, где участвовала в самодеятельности. Однако проучилась в университете менее года и поступила в ГИТИС на курс актёров музыкальной комедии (мастер курса — П. М. Понтрягин).
После окончания ГИТИСа начала выступать в Одесском театре музыкальной комедии под руководством Михаила Водяного.
В 1963—1985 годах играла в Киевском театре оперетты, где стала ведущей актрисой.
Работала на украинском радио, где вела авторскую передачу «Всё про оперетту», популяризировала этот жанр.
Умерла 28 апреля 2015 года в Киеве.

### Семья
- Муж — актёр, режиссёр и драматург Дмитрий Александрович Шевцов (1928—1996), народный артист Украинской ССР.
- Дочь — Алёна Дмитриевна Запорожцева, закончила Киевский политехнический институт, химик-технолог. Сейчас активно ведёт творческую деятельность. Художник.
- Дочь — Василиса Дмитриевна Шевцова (р. 1966)[2].Актриса театра и кино. Работает в театре приключений и фантастики "Каскадёр".
- Внук — Дмитрий Шевцов, был назван в честь деда и пошел по его стопам, став режиссером телевидения. Работает в СМИ.

## Награды
- Заслуженный артист Украинской ССР.
- Премия «Киевская пектораль» в номинации «За весомый вклад в театральное искусство» (2001)[3].

## Работы в театре
- «Сильва» И. Кальмана — Сильва
- «Марица» И. Кальмана — Марица
- «Цыганский барон» И. Штрауса — Мирабелла
- «Моя прекрасная леди» Ф. Лоу — Лиза
- «Целуй меня, Кэт!» К. Портера — Лилли Ванессе
- «Голый президент» А. Филипенко — Мотря
- «Сто первая жена султана» А. Филипенко — Оксана
- «Три мушкетера» М. Дунаевского — Королева